# كيركي

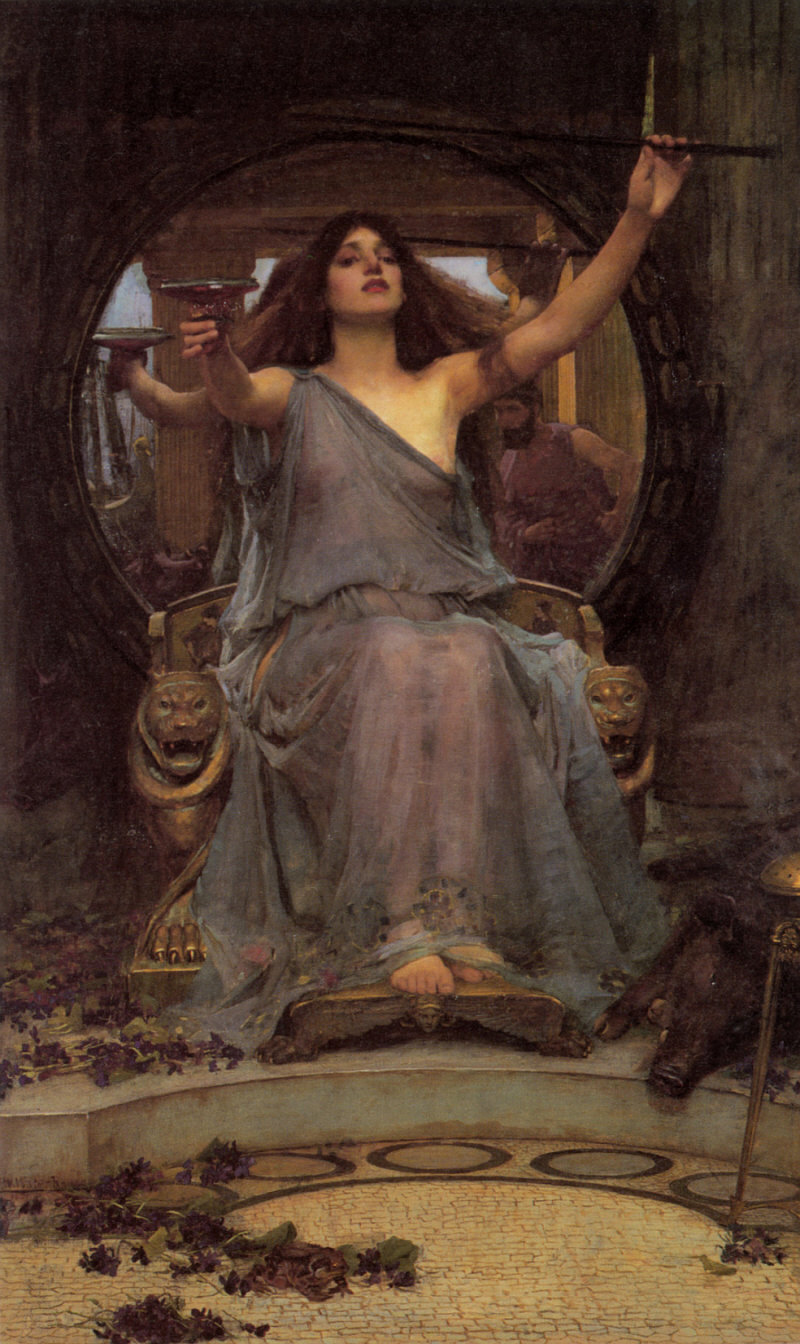
سيرسي تقدم الكأس لأوديسوس بريشة جون وليام ووترهاوس

سيرسي أو سيرس هي شخصية من الأساطير اليونانية وهي ساحرة وابنة إله الشمس هيليوس وحورية البحر بيرسي، وكانت قد قتلت زوجها أمير كولخيس فطردت من قبل شعبها ووضعها أبوها في جزيرة أيايا المنعزلة في ساحل إيطاليا. وكانت تستطيع أن تغير أشكال البشر إلى ذئاب وأسود عن طريق التعاويذ السحرية والأدوية، وكان قصرها محاط بها.
عثر عليها أوديسيوس ورفاقه الذين حولتهم إلى خنازير لكن اوديسوس لم يتأثر لأنه كان محصنا بعشبة أعطاها له هيرميز، ولم ينتصر عليها فحسب بل نال حبها أيضا وظلا معا لسنة، وعندما أراد الرحيل أرشدته كيف يبحر إلى أرض الظلال والتي تقع على حافة تيار المحيط لكي يعلم مصيره من العراف تيريزياس وأعطته توجيهات ليتجنب الأماكن الخطرة في رحلة عودته
أشركها الشعراء الرومان مع أغلب الأساطير الأولى لإقليم لاتيوم وخصصوا لها بيتا في رأس صخري في جزيرة كيركاي (كما قال فرجيل في الإنياذة) وكذلك روى أوفيد قصة تحول شكل سكيلا وبيكوس ملك الأوسونيين إلى وحوش على يد سيرسي.
فسر الباحث روبرت براون في كتابه أسطورة سيرسي عام 1883 بأنها إلهة للقمر من أصل بابلي واحتوى الكتاب على معلومات مستفيضة عنها لكن كثيرا من الباحثين يرون أن تخميناته لا دليل عليها.

## روايات
رواية سيرسي ل مادلين ميلر